# Gábor Kemény
Dans le nom hongrois Kemény Gábor, le nom de famille précède le prénom, mais cet article utilise l’ordre habituel en français Gábor Kemény, où le prénom précède le nom.
Gábor Kemény, baron de Magyargyerőmonostor (hongrois : magyargyerőmonostori báró Kemény Gábor), né le 9 juillet 1830 à Nagyenyed et décédé le 23 octobre 1888 à Ajnácskő, est un homme politique hongrois de Transylvanie.
Il fut Ministre de l'Agriculture, de l'Industrie et du Commerce de 1878 à 1882. Il est Ministre du Travail Public et des Transports de 1882 à 1886. Gábor Kemény était membre de l'Académie hongroise des Sciences depuis 1863, vice-président (1878-1887) puis président de la Société Hongroise d'Histoire de 1887 à sa mort. Il est membre de la Diète hongroise depuis 1866.
Il est le fils de Dénes Kemény, secrétaire d'État au Ministère de l'Intérieur durant la Révolution hongroise de 1848.